# География Амурской области

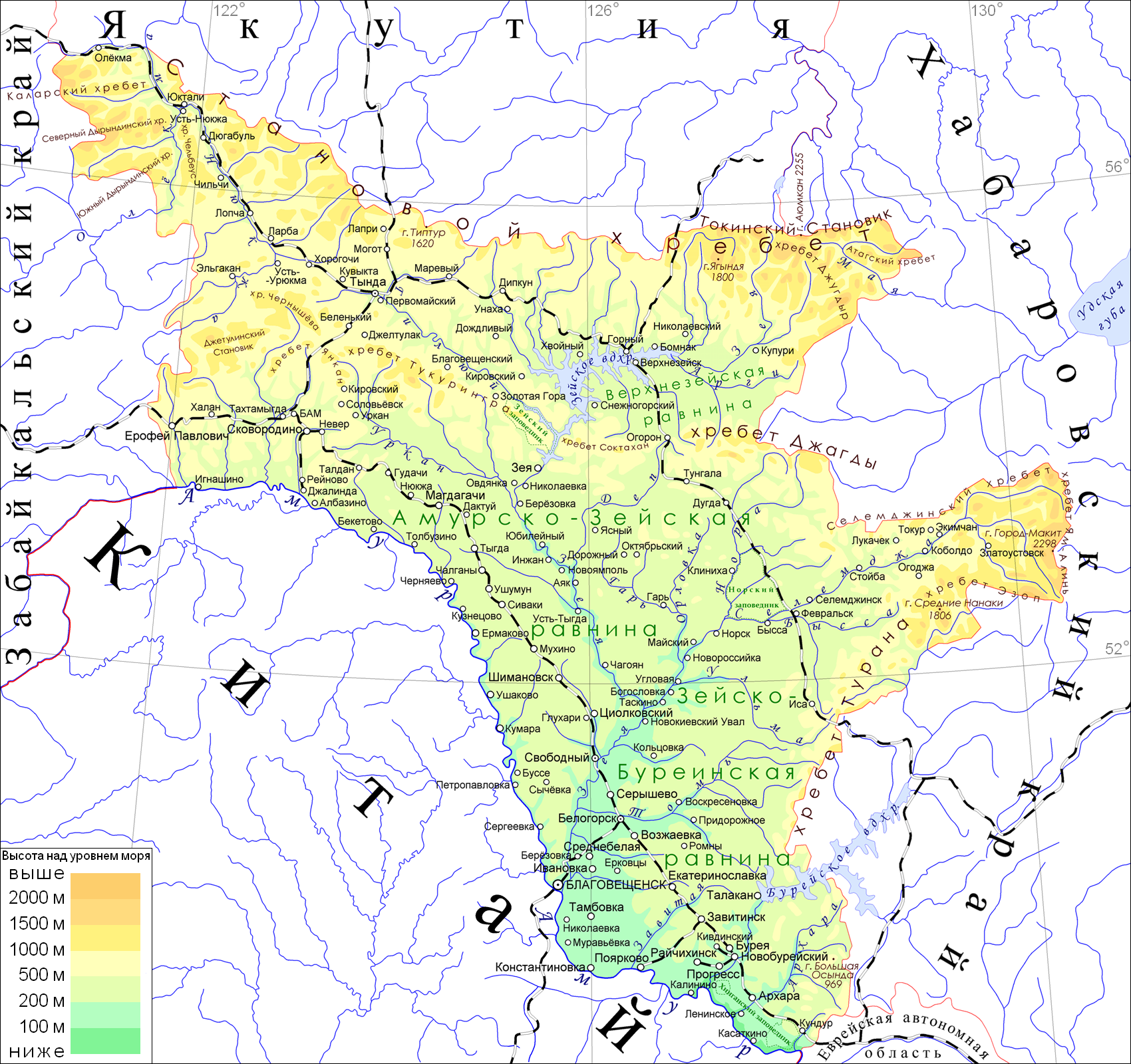
Карта Амурской области

Амурская область расположена на юго-востоке Российской Федерации, в умеренном географическом поясе, между 48°51' и 57°04' с. ш. и 119°39' и 134°55' в. д., является частью Дальневосточного федерального округа. Расстояние от её административного центра — г. Благовещенска до Москвы по железной дороге — 7982 км, по воздуху — 6480 км. К Северному полюсу область расположена несколько ближе (около 5000 км), чем к экватору (около 6000 км). Протяжённость с севера на юг составляет 750 км, а с северо-запада на юго-восток — 1150 км.
Граничит с Республикой Саха (Якутия) на севере, с Хабаровским краем на востоке, с Еврейской автономной областью на юго-востоке, и с Забайкальским краем на западе. Имеет внешнюю границу с Китаем на юге и юго-западе по реке Амур.
Амурская область не имеет прямого выхода к морю. Северо-восток региона удалён от холодного Охотского моря (известного как «мешок со льдом») всего на 150 км, а срединные районы — на 500—600 км. От тёплого Японского моря область удалена на 600—800 км. От океана она отделена достаточно высокими горными хребтами, что препятствует проникновению океанических воздушных масс. В результате на всей территории Амурской области господствует континентальный климат.
Большая часть области находится в бассейне Верхнего и Среднего Амура, что и определяет её название.
Площадь территории: 363 700 км².

Население: 864,5 тыс. чел. (2009). Плотность населения: 2,4 чел./км² (2009), удельный вес городского населения: 65,4 % (2009).

Административный центр: город Благовещенск был основан в 1856 году.

На территории Амурской области находится бывший космодром Свободный. Начато строительство космодрома Восточный.
Область входит в 8-й часовой пояс вместе с Республикой Саха (Якутия), разница с московским временем составляет 6 часов.

## Климат
Климат Амурской области резко континентальный с муссонными чертами. Формирование такого климата обусловлено взаимодействием солнечной радиации, циркуляции воздушных масс и следующих географических факторов: широтное положение, удалённость территории от моря, влияние подстилающей поверхности в виде рельефа, растительности, водных объектов.
В Амурской области Зейский, Селемджинский и Тындинский районы, а также города Зея и Тында приравнены к районам Крайнего Севера.
Все факторы климатообразования — солнечная радиация, циркуляция атмосферы, географические факторы — взаимодействуют, определяя особенности климата любой территории. Климат, прежде всего, характеризуют показатели температуры самого холодного и самого тёплого месяцев. Одинаковые показатели разных мест объединяются изотермами. В январе изотермы с самыми низкими показателями приурочены к горным районам. На севере области средняя январская температура понижается до −40 °С. В межгорных впадинах до −50 °С. К югу температуры повышаются. На юге проходят изотермы от −28 °C до −24 °С. Зима в области суровая. На широте Благовещенска находится город Воронеж, где средняя температура января −9 °С, а в Благовещенске январские температуры варьируют от −24 °C до −27 °С. Бывают морозы до −44 °С. Лето на юге области тёплое. Здесь проходят изотермы от 18 °C до 21 °С. Тёплым бывает лето и в межгорных долинах севера, где летние температуры поднимаются до 16—17 °С. В горных районах температура с высотой достигает 12 °С. Средние абсолютные максимумы температуры на севере области могут достигать 38 °С, а на юге до 42 °С.
Годовое количество осадков в области велико: в северо-восточных горных и восточных районах их величина составляет от 900 до 1000 мм. В районах, тяготеющих к Амуру и нижнему течению реки Зеи, осадков выпадает меньше. Так, в районе посёлка Ерофей Павлович — до 500 мм, в Благовещенске — до 550 мм, а в районе Архары — до 600 мм. Для всей области характерен летний максимум осадков, что обусловлено муссонностью климата. За июнь, июль и август может выпадать до 70 % годовой нормы осадков. Возможны колебания в выпадении осадков. Так, летом с возрастанием испарения увеличивается абсолютная и относительная влажность, а весной из-за сухости воздуха снежный покров большей частью испаряется, и следствием этого становится незначительный весенний подъём уровня воды в реках.

## Физико-географические районы
Природные условия территории Амурской области неоднородны, поэтому её можно подразделить на природно-территориальные комплексы — физико-географические районы. Всего их 4:
- Зейско-Буреинская равнина,
- Амурско-Зейская равнина,
- Горный Север,
- Становой район.

### Зейско-Буреинская равнина
Это самый южный район области. Расположен на территории Константиновского, Тамбовского, Михайловского, Октябрьского, Завитинского, Ромненского, Ивановского, Серышевского районов, части Архаринского, Благовещенского, Бурейского, Мазановского и Селемджинского районов.
Поверхность равнины сложена мощными рыхлыми отложениями и слегка наклонена с северо-востока на юго-запад. Реки текут в этом же направлении. В рыхлых отложениях они образовали широкие, но не глубокие долины. Здесь преобладает боковая эрозия, поэтому реки очень извилисты. Ранее равнина была покрыта хвойно-широколиственными и широколиственными лесами. На юге и юго-западе они вырублены, но на северо-востоке ещё сохранились.
Зейско-Буреинская равнина — самый тёплый район в области. Средние июльские температуры воздуха выше 20 °С. Летом выпадает много дождей. Суглинистые грунты препятствуют просачиванию воды вглубь, а плоская поверхность затрудняет сток. Образуется верховодка и почвы переувлажняются. Зачастую это затрудняет уборку урожая. Зимой из-за низких температур воздуха и маломощного снежного покрова почвы и грунты промерзают на глубину 2,5-3 м, а в очень суровые зимы и глубже. Окончательно они оттаивают в июле. В апреле и мае осадков выпадает мало, растения страдают от сухости, и только оттаивающая мерзлота несколько улучшает режим влажности.
Основные природные ресурсы района: достаточное для выращивания количество тепла и влаги, плодородные почвы, нерудные полезные ископаемые (пески, глины, уголь). Равнина — основной земледельческий район области. Здесь сосредоточено около половины всего населения Амурской области.

### Амурско-Зейская равнина
Этот район охватывает среднюю полосу области от реки Керак на западе до Норы на востоке. Расположен на территории Свободненского, Шимановского, Магдагачинского, части Благовещенского, Мазановского и Зейского районов.
Высота равнины — 300—400 метров над уровнем моря. Она сложена ещё более рыхлыми отложениями, чем Зейско-Буреинская, поэтому овражная эрозия проявляется здесь интенсивнее. Особенно много оврагов в южной части равнины. Однако кристаллический фундамент на Амурско-Зейской равнине по сравнению с югом подходит гораздо ближе к поверхности. Поэтому здесь выступают небольшие возвышенности, сложенные твёрдыми горными породами. На большей части территории распространена многолетняя мерзлота. Под моховым покровом она появляется уже с глубины 20-30 сантиметров, а на песчаных, лучше прогреваемых породах опускается ниже. В западной части равнины на песчаных почвах находятся самые крупные в области массивы сосны. На остальной территории господствуют лиственничные леса. В этом районе проходит северная граница распространения дуба.
Климат этого района холоднее, чем Зейско-Буреинского. Средние июльские температуры не превышают 19°С, а январские опускаются до −27-32°С. Осадков же выпадает не меньше, чем на юге, поэтому здесь повышается заболоченность.
К наиболее важным природным ресурсам этого природного района относятся рудные (железо, золото) и нерудные (уголь, известняк, каолин, пески) ископаемые, минеральные источники. Заметную роль играют гидроэнергетические и пушные ресурсы (белка, соболь, колонок). Амурско-Зейская равнина заселена слабо. Большая часть населённых пунктов расположилась в долинах Амура, Зеи и Селемджи, а также вдоль железной дороги. Восточная часть равнины (севернее слияния рек Зеи и Селемджи) практически не заселена.

### Горный Север
охватывает восточные и северные горные хребты Амурской области: Янкан — Тукурингра — Соктахан — Алинь, Эзоп, Турана и предгорья Буреинского хребта; а также Верхнезейская равнина. Расположен на территории Тындинского, Сковородинского, Зейского, Селемджинского, на востоке Мазановского, Ромненского, Буреинского и Архаринского районов.
Средние высоты хребтов — до 1000 метров. Из-за больших колебаний температуры воздуха здесь происходит интенсивное физическое выветривание. Массивные горные породы раскалываются на отдельные глыбы, образуя курумы. В горах выражена вертикальная поясность. Все они до высоты 1000—1200 метров покрыты лесом, выше которого идёт пояс кустарников — кедрового стланика, а самые выдающиеся вершины покрыты лишь лишайниками. Леса лиственничные (по распадкам ель и пихта, особенно много их в восточной части).
Климат ещё более холодный, чем в выше описанных районах. Средние январские температуры воздуха ниже −30°С, июльские — около 15-17°С, в горах ещё холоднее. Осадков больше всего выпадает в бассейне верхней Селемджи (Селемджинский район) — самое большое количество осадков в области. Здесь много быстро текущих рек, покрывающихся на зиму льдом. Несмотря на холода, лёд здесь тоньше, чем на южных реках. Это объясняется более мощным снежным покровом, предохраняющим реки от большого промерзания, и значительной скоростью течения.
На горном Севере имеются месторождения железа, золота, олова и других металлических ископаемых, а также уголь. Леса — источники древесины и пушнины. Значительны водные ресурсы. Горный Север очень слабо заселён и мало освоен. Большая часть населённых пунктов возникли как пункты добычи золота и геологической разведки, а также эвенкийские деревни, железнодорожные станции БАМа и Транссиба.

### Становой район
Горная территория, в которую входят хребты Становой, Чернышёва, Чельбаус, Джелтулинский Становик. Район расположен на северо-западе области, включает большую часть Тындинского района, север Зейского и запад Сковородинского.
Господствуют лиственничные леса. Отчётливо выражена вертикальная поясность. Климат наиболее холодный в Амурской области. Средняя январская температура воздуха −35°С, абсолютный минимум −58°С. Лето относительно тёплое, средняя температура воздуха в июле +17°С. Район многолетней мерзлоты.
В Становом районе обнаружены золото, железные, медные, полиметаллические руды. Богатые лесные запасы. Из населённых пунктов — около 20 железнодорожных станций и несколько эвенкийских деревень.